# ژول انگل
ژول انگل (انگلیسی: Jules Engel؛ ۱۱ مارس ۱۹۰۹ – ۶ سپتامبر ۲۰۰۳) یک نقاش اهل مجارستان بود.